# Jozef Eliášek
Jozef Eliášek (* 29. ledna 1928 Fiľakovo) je bývalý slovenský fotbalista (útočník a později také záložník) a trenér.

## Hráčská kariéra
V československé lize hrál za Armádní tělovýchovný klub Praha (dobový název Dukly), Červenou hviezdu Bratislava a Tatran Prešov.
V nižších soutěžích hrál za Makytu Púchov, Slovenské bavlnárske závody Ružomberok a hráčskou kariéru uzavřel ve Spartaku Martin.
V neděli 3. srpna 1952 nastoupil za ATK Praha II k přátelskému zápasu s předním maďarským mužstvem Honvéd Budapešť (na podzim téhož roku dobylo titul mistra Maďarska bez jediné porážky). Toto utkání se hrálo v Bratislavě před zraky 10 000 diváků a řídil je sudí Vlček. Jozef Eliášek ve druhé půli vyrovnal na 1:1 a obrat na konečných 2:1 dokonal Ladislav Ganczner. Před utkáním zazněly hymny Československa, Maďarska a Sovětského svazu.

### Prvoligová bilance
| Ročník             | Zápasy | Góly | Minuty | Klub          |
| ------------------ | ------ | ---- | ------ | ------------- |
| I. liga 1951       | 1      | 0    | –      | ATK Praha     |
| I. liga 1953       | 7      | 1    | –      | ČH Bratislava |
| I. liga 1954       | 9      | 4    | –      | Tatran Prešov |
| I. liga 1955       | 15     | 3    | –      | Tatran Prešov |
| I. liga 1956       | 16     | 1    | 1 366  | Tatran Prešov |
| I. liga 1957/58    | 12     | 0    | 1 080  | Tatran Prešov |
| CELKEM I. ČS. LIGA | 60     | 9    | –      |               |

## Trenérská kariéra
Po skončení hráčské kariéry se stal trenérem. Působil v klubu Spartak/Strojárne/ZŤS Martin, kde vedl dorostence a také druholigové A-mužstvo.